# 王良增三
仙后座9，又名BD+61 2586，HD 225180、SAO 10954、HR 9100，是仙后座的一颗恒星，视星等为5.88，位于銀經117.47，銀緯-0.08，其B1900.0坐标为赤經23h 59m 4.5s，赤緯+61° -0.08′ 51″。